# Heroes of Might and Magic
Heroes of Might and Magic (ofta förkortat Heroes eller HoMM) är en serie turordningsbaserade strategispel, från början utvecklade av New World Computing (NWC) och publicerade av 3DO, men som efter 3DOs konkurs köptes upp av Ubisoft. Spelet går ut på att man kontrollerar en eller flera hjältar som leder arméer av mytologiska varelser som till exempel drakar, vampyrer eller änglar. I dagsläget har sju delar av serien kommit ut, varav tre publicerats av Ubisoft och resten av NWC/3DO. Serien har en företrädare i King's Bounty, vilket skapades av NWC och har vissa element som är gemensamma med serien men som inte brukar räknas till den, och föregicks dessutom av RPG-serien Might and Magic, vilken dessutom historien ibland sammanvävts med.
Alla spel i serien har tre olika moment – utforskande, strid, och borguppbyggnad/resurshantering. Utforskandet görs främst med hjältar (även om dessa inte behöver användas till detta i den fjärde delen i serien), som därigenom bland annat samlar på sig olika resurser och magiska så kallade artefakter med olika effekter. Dessa vaktas allt som oftast av olika arméer som inte är associerade med någon spelare, vilka därför först måste besegras. Detta görs på en separat så kallad stridskarta, där varje truppslag representeras av en eller flera så kallade stacks, vilka tar upp lika mycket utrymme oberoende av hur många enskilda varelser som ingår. Hjältarna kan påverka striden via magi och andra förmågor, och i fjärde delen av serien deltar de även själva direkt i striden. En vunnen strid belönas med erfarenhetspoäng, vilka när de ackumuleras gör att man når en högre level, och därmed får välja mellan nya förmågor. De resurser man samlar på sig i sitt utforskande kan användas för att bygga upp de borgar man oftast kontrollerar, för att dessa skall producera fler varelser som kan slåss i ens arméer eller få andra fördelar.

## Spelen i serien
- Heroes of Might and Magic: A Strategic Quest (1995)
- Heroes of Might and Magic II: The Succession Wars (1996)
  - Heroes of Might and Magic II: The Price of Loyalty (1997)
- Heroes of Might and Magic III: The Restoration of Erathia (1999)
  - Heroes of Might and Magic III: Armageddon's Blade (1999)
  - Heroes of Might and Magic III: The Shadow of Death (2000)
- Heroes of Might and Magic IV (2002)
  - Heroes of Might and Magic IV: The Gathering Storm (2002)
  - Heroes of Might and Magic IV: The Winds of War (2003)
- Heroes of Might and Magic V (2006)
  - Heroes of Might and Magic V: Hammers of Fate (2006)
  - Heroes of Might and Magic V: Tribes of the East (2007)
- Heroes of Might and Magic Kingdoms (webbaserat) (2008)
- Might & Magic Heroes VI (2011)
  - Pirates of the Savage Sea Adventure (2012)
  - Danse Macabre (2012)
  - Shades of Darkness (2013)
- Might & Magic Heroes VII (2015)
  - Trial by Fire (2016)